# تپه زمان‌آباد (زاوه)
تپه زمان‌آباد مربوط به دوره‌ای نامشخص است و در شهرستان زاوه واقع شده و این اثر در سال ۱۴۰۰ خورشیدی با شمارهٔ ثبت ۳۳۳۴۱ به‌عنوان یکی از آثار ملی ایران به ثبت رسیده است.